# Max Reitersleben
Max Reitersleben (* 21. Februar 1900 in Parszin, Kreis Konitz; † 10. August 1979) war ein deutscher KPD- und SED-Funktionär und FDGB-Funktionär. Von 1946 bis 1950 war er Vorsitzender der Industriegewerkschaft Chemie.

## Leben
Reitersleben, Sohn einer Arbeiterfamilie, besuchte die Volksschule. Er kam 1913 nach Berlin, dort absolvierte er eine Lehre und arbeitete als Schlosser, Bau- und Metallarbeiter. Von 1914 bis 1918 diente er als Soldat im Ersten Weltkrieg.
1918 schloss er sich dem Spartakusbund an und war Gründungsmitglied der KPD. 1919 wurde er Mitglied des Deutschen Metallarbeiter-Verbandes. Von 1928 bis 1932 war er Mitglied der engeren KPD-Bezirksleitung Berlin-Brandenburg, von 1928 bis 1930 zugleich Politischer Leiter des XX. Verwaltungsbezirks der KPD Berlin (Reinickendorf). Von 1930 bis Oktober 1932 war Reitersleben Leiter des Kampfbundes gegen den Faschismus (KgF) Berlin-Brandenburg sowie Mitglied der Reichsleitung des KgF. Von 1930 bis 1932 war Reitersleben Abteilungsleiter in der Deutschen Handelszentrale für russische Ölprodukte.
Nach 1933 beteiligte er sich am Widerstand gegen das NS-Regime. Im April 1933 wurde er verhaftet, verblieb bis 1934 in „Schutzhaft“ und wurde anschließend unter Polizeiaufsicht gestellt. Trotzdem nahm er seine Widerstandstätigkeit in der Gruppe um Albert Kayser wieder auf. Von 1935 bis 1939 arbeitete er als Metallarbeiter bei Knorr-Bremse in Berlin. Im August 1939 wurde er erneut verhaftet und zu 2¾ Jahren Haft verurteilt, die er im KZ Sachsenhausen verbrachte. Nach seiner Entlassung wurde er erneut unter Polizeiaufsicht gestellt. 1942 zur Wehrmacht eingezogen, geriet er 1945 in sowjetische Kriegsgefangenschaft.
Reitersleben kehrte in die SBZ zurück und wurde 1946 Mitglied der SED und des FDGB. Von Juni 1946 bis Juli 1950 war er Erster Vorsitzender des Zentralvorstandes der IG Chemie und gehörte von 1946 bis 1950 gleichzeitig dem FDGB-Bundesvorstandes an. 1949/50 war er zudem Mitglied der ZPKK der SED. Ab 1951 war er Direktor der VVB Öle und Margarine Magdeburg. Von 1952 bis 1956 war er Abteilungsleiter beim VEB Progress Film-Verleih Berlin.